# ناقوبیلوی
ناقوبیلوی (گرجی: ნაღობილევი) یک روستا در شهرداری ازورگتی ناحیه گوریا در غرب گرجستان است.